# Listă de scriitori austrieci
Aceasta este o listă de scriitori austrieci în ordine alfabetică:

## Scriitori

### A
- Friedrich Achleitner (1930–2019)
- Emma Adler (1859–1935)
- Alfred Adler (1870–1937)
- Helena Adler (* 1983)
- Ilse Aichinger (1921–2016)
- Renate Aichinger (* 1976)
- Bernhard Aichner (* 1972)
- Christoph Wilhelm Aigner (* 1954)
- Johann Allacher (* 1965)
- Josef Allram (1860–1941)
- Peter Altenberg, de fapt Richard Engländer (1859–1919)
- Franz Friedrich Altmann (* 1958)
- Peter Simon Altmann (* 1968)
- Gerhard Amanshauser (1928–2006)
- Martin Amanshauser (* 1968)
- Jean Améry, de fapt Hans Chaim Mayer (1912–1978)
- Michael Amon (1954–2018)
- Eugen Andergassen (1907–1987)
- Ernst Angel (1894–1986)
- Gerda Anger-Schmidt (1943–2017)
- Johann Balthasar Antesperg (1682–1765)
- Thomas Antonic (* 1980)
- Ludwig Anzengruber (1839–1889)
- Ljuba Arnautović (* 1954)
- H. C. Artmann (1921–2000)
- Thomas Arzt (* 1983)
- Elsa Asenijeff, Elsa Maria Packeny (1867–1941)
- Ruth Aspöck (* 1947)
- Martin Auer (* 1951)
- Hans Augustin (* 1949)
- Reinhold Aumaier (* 1953)
- Rose Ausländer (1901–1988)
- Ava von Göttweig (um 1060 – 1127)
- Susanne Ayoub (* 1956)
- Cornelius Hermann von Ayrenhoff (1733–1819)

### B
- Anna Baar (* 1973)
- Ingeborg Bachmann (1926–1973)
- Luise George Bachmann (1903–1976)
- Walter Bäck (1931–2004)
- Hermann Bahr (1863–1934)
- Bettina Balàka (* 1966)
- Hans Bankl (1940–2004)
- Ewald Baringer (* 1955)
- Bernhard Barta (* 1974)
- Dominik Barta (* 1982)
- Rudolf Hans Bartsch (1873–1952)
- Otto Basil (1901–1983)
- Hermann Bauer (* 1954)
- Theodora Bauer (* 1990)
- Wolfgang Bauer (1941–2005)
- Eduard von Bauernfeld (1802–1890)
- Thomas Baum (* 1958)
- Karina Baumann (* 1968)
- Antonie Baumberg (1859–1902)
- Konrad Bayer (1932–1964)
- Robert von Bayer (1835–1902)
- Xaver Bayer (* 1977)
- Karl Isidor Beck (1817–1879)
- Zdenka Becker (* 1951)
- Karl Bednarik (1915–2001)
- Maria Blumencron (* 1965)
- Alex Beer (civil Daniela Larcher) (* 1977)
- Gustav Beer (1888–1983)
- Johann Beer (1655–1700)
- Natalie Beer (1903–1987)
- Otto F. Beer, pseudonim Erik Ronnert (1910–2002)
- Richard Beer-Hofmann (1866–1945)
- Michael Beisteiner (* 1977)
- Kurt Benesch (1926–2008)
- Jürgen Benvenuti (* 1972)
- Elazar Benyoëtz (* 1937)
- Elmar Bereuter (* 1948)
- Christian Paul Berger (* 1957)
- Clemens Berger (* 1979)
- Hilde Berger (* 1946)
- Alois Berla (1826–1896)
- Richard A. Bermann, Arnold Höllriegel (1883–1939)
- Thomas Bernhard (1931–1989)
- Toni Bernhart (* 1971)
- Hugo Bettauer (1872–1925)
- Beppo Beyerl (* 1955)
- Karl Bienenstein (1869–1927)
- Richard Billinger (1890–1965)
- Ines Birkhan (* 1974)
- Birgit Birnbacher (* 1985)
- Georg Biron (* 1958)
- Roswitha Bitterlich (1920–2015)
- Gerhard Blaboll (* 1958)
- Max Blaeulich (* 1952)
- Alexandra Bleyer (* 1974)
- Robert Bodanzky, Danton (1879–1923)
- Franz Heinrich Böckh (1787–1831)
- Uwe Bolius (1940–2014)
- Kurt Bracharz (1947–2020)
- Walter Brandorff (1943–1996)
- Alois Brandstetter (* 1938)
- Felix Braun (1885–1973)
- Käthe Braun-Prager (1888–1967)
- Kirstin Breitenfellner (* 1966)
- Thomas Brezina (* 1963)
- Hermann Broch (1886–1951)
- Max Brod (Prag) (1884–1968)
- Gerhard Bronner (1922–2007)
- Patricia Brooks (Wien) (* 1957)
- Walter Buchebner (1929–1964)
- Liselotte Buchenauer (1922–2003)
- Barbara Büchner (* 1950)
- Hermann Buhl (1924–1957)
- Burggraf von Lienz (* secolul al XIII-lea)
- Christine Busta (1915–1987)
- Georg Bydlinski (* 1956)

### C
- Deidree C. (* 1970)
- Catarina Carsten (1920–2019)
- Ignaz Franz Castelli (1781–1862)
- Lucas Cejpek (* 1956)
- Paul Celan (1920–1970)
- Karl Cervik (1931–2012)
- Gert Chesi (* 1940)
- Manfred Chobot (* 1947)
- Egmont Colerus (1888–1939)
- Heinrich Joseph von Collin (1771–1811)
- Matthäus von Collin (1779–1824)
- Franz Theodor Csokor (1885–1969)
- Franz Josef Czernin (* 1952)
- Monika Czernin (* 1965)
- Elfriede Czurda (* 1946)

### D
- Adelheid Dahimène (1956–2010)
- Michael Dangl (* 1968)
- Harald Darer (* 1975)
- Ernst Décsey (1870–1941)
- Helmut Degner (1929–1996)
- Johann Ludwig Deinhardstein (1794–1859)
- Anton Dekan (* 1948)
- Marie Eugenie Delle Grazie (1864–1931)
- Dimitré Dinev (* 1968)
- Susanne Dobesch (* 1957)
- Heimito von Doderer (1896–1966)
- Carl Domanig (1851–1913)
- Elfie Donnelly (* 1950)
- Milo Dor (1923–2005)
- Albert Drach (1902–1995)
- Hanna Maria Drack (1913–1988)
- Martin Dragosits (* 1965)
- Georg Drozdowski (1899–1987)
- Peter Ferdinand Drucker (1909–2005)
- Dora Dunkl (1925–1982)
- Ellen Dunne (* 1977)
- Andrea Maria Dusl (* 1961)
- Herbert Dutzler (* 1958)
- Felix Dvorak  (* 1936)

### E
- Jeannie Ebner (1918–2004)
- Klaus Ebner (* 1964)
- Peter Ebner (1932–2018)
- Marie von Ebner-Eschenbach (1830–1916)
- Lisa Eckhart (* 1992)
- Raphaela Edelbauer (* 1990)
- Heinrich Eggerth (* 1926)
- Albert Ehrenstein (1886–1950)
- Günter Eichberger (* 1959)
- Hans Eichhorn (1956–2020)
- Walther Eidlitz (1892–1976)
- Wolf-Dieter Eigner (1952–1988)
- Erwin Einzinger (* 1953)
- Helmut Eisendle (1939–2003)
- Herbert Eisenreich (1925–1986)
- Marc Elsberg (* 1967)
- Daniela Emminger (* 1975)
- Michael Leopold Enk von der Burg (1788–1843)
- Gustav Ernst (* 1944)
- Claudia Erdheim (* 1945)
- Jürgen-Thomas Ernst (* 1966)
- Bruno Ertler (1889–1927)
- Elisabeth Etz (* 1979)

### F
- Gunter Falk (1942–1983)
- Brigitta Falkner (* 1959)
- Mareike Fallwickl (* 1983)
- Walter Famler (* 1958)
- Lilian Faschinger (* 1950)
- Leopold Federmair (* 1957)
- Reinhard Federmann, Friedrich Feld, Randolph Mills (1923–1976)
- Fritz Feld, Friedrich Feld, Friedrich Rosenfeld (1902–1987)
- Franz Michael Felder (1839–1869)
- Else Feldmann (1884–1942)
- Janko Ferk (* 1958)
- Vera Ferra-Mikura (1923–1997)
- Antonio Fian (* 1956)
- Egid Filek von Wittinghausen (1874–1949)
- Andreas Findig (1961–2018)
- Adolph Johannes Fischer (1885–1936)
- Dagmar Fischer (* 1969)
- Erica Fischer (* 1943)
- Ernst Fischer (1899–1972)
- Gottfried Fischer (* 1953)
- Wolfgang Georg Fischer (1933–2021)
- Herbert Fleck (* 1941)
- Ludwig Roman Fleischer (* 1952)
- Olga Flor (* 1968)
- Hans Heinrich Formann (1939–2016)
- Ludwig August Frankl von Hochwart (1810–1894)
- Kurt Franz (* 1949)
- Arthur Franzetti (1873–1928)
- Franzobel (* 1967)
- Hans Fraungruber (1863–1933)
- Bruno Frei (1897–1988)
- Anna Freud (1895–1982)
- Sigmund Freud (1856–1939)
- Laura Freudenthaler (* 1984)
- Johannes Freumbichler (1881–1949)
- René Freund (* 1967)
- Elisabeth Freundlich (1906–2001)
- Alfred Hermann Fried (1864–1921)
- Erich Fried (1921–1988)
- Egon Friedell (1878–1938)
- Hermann Friedl (1920–1988)
- Gerlinde Friewald (* 1969)
- Paul Frischauer (1898–1977)
- Kurt Frischengruber (1958)
- Barbara Frischmuth (* 1941)
- Gerhard Fritsch (1924–1969)
- Valerie Fritsch (* 1989)
- Marianne Fritz (1948–2007)
- Anton Fuchs (1920–1995)
- Christian Martin Fuchs (1952–2008)
- Dietmar Füssel (* 1958)
- Gertrud Fussenegger (1912–2009)
- Christian Futscher (* 1960)

### G
- Ulrich Gäbler (* 1941)
- Friedrich von Gagern (1882–1947)
- Lisa Gallauner (* 1978)
- Marie Gamillscheg (* 1992)
- Petra Ganglbauer (* 1958)
- Herbert Gantschacher (* 1956)
- Günther Maria Garzaner (1951–2015)
- Karl-Markus Gauß (* 1954)
- Arno Geiger (* 1968)
- Heinz Gerstinger (1919–2016)
- Elfriede Gerstl (1932–2009)
- Jacqueline Gillespie (* 1958)
- Hermann von Gilm zu Rosenegg (1812–1864)
- Franz Karl Ginzkey (1871–1963)
- Helga Glantschnig (* 1958)
- Daniel Glattauer (* 1960)
- Thomas Glavinic (* 1972)
- Anselm Glück (* 1950)
- Anna Gmeyner, Anna Reiner (1902–1991) (AU/GB)
- Dietmar Gnedt (* 1957)
- Anne Goldmann (1961–2021)
- Constantin Göttfert (* 1979)
- Alfred Goubran (* 1964)
- Christine Grän (* 1952)
- Susanne Gregor (* 1981)
- Andrea Grill (* 1975)
- Evelyn Grill (* 1942)
- Franz Grillparzer (1791–1872)
- Paula Grogger (1892–1984)
- Auguste Groner (1850–1929)
- Andreas Gruber (* 1968)
- Reinhard P. Gruber (* 1947)
- Sabine Gruber (* 1963)
- Sabine M. Gruber (* 1960)
- Judith Gruber-Rizy (* 1952)
- Anastasius Grün (1806–1876)
- Lili Grün (1904–1942)
- Otto Grünmandl (1924–2000)
- Norbert Gstrein (* 1961)
- Albert Paris Gütersloh (1887–1973)

### H
- Wolf Haas (* 1960)
- Fritz Habeck (1916–1997)
- Rudolf Habringer (* 1960)
- Erich Hackl (* 1954)
- Franz Josef Hadatsch (1798–1849)
- Maja Haderlap (* 1961)
- Colin Hadler (* 2001)
- Fabjan Hafner (1966–2016)
- Arnold Hagenauer (1871–1918)
- Friedrich Hahn (* 1952)
- Hans Heinz Hahnl (1923–2006)
- Christine Haidegger (1942–2021)
- Alois Haider (* 1948)
- Clemens Haipl (* 1969)
- Hermann Hakel (1911–1987)
- Friedrich Halm, de fapt: Eligius Franz Joseph Freiherr von Münch-Bellinghausen (1806–1871)
- Roswitha Hamadani (* 1944)
- Robert Hamerling (1830–1889)
- Enrica von Handel-Mazzetti (1871–1955)
- Peter Handke (* 1942)
- Haimo L. Handl (1948–2019)
- Veronika Handlgruber (1920–2003)
- Norbert Hanrieder (1842–1913)
- Christian Hartl (* 1980)
- Edwin Hartl (1906–1998)
- Petra Hartlieb (* 1967)
- Lorenz Leopold Haschka (1749–1827)
- Jaroslav Hašek (1883–1923)
- Elfriede Haslehner (* 1933)
- Josef Haslinger (* 1955)
- Elisabeth Hauer (1928–2012)
- Johann Georg Hauer (1853–1905)
- Marlen Haushofer (1920–1970)
- Heinrich von dem Tuerlîn (secolul al XIII-lea)
- Bodo Hell (* 1943)
- Monika Helfer (* 1947)
- André Heller (* 1947)
- Peter Henisch (* 1943)
- Alois Hergouth (1925–2002)
- Wolfgang Hermann (* 1961)
- Miguel Herz-Kestranek (* 1948)
- Theodor Herzl (1860–1904)
- Fritz von Herzmanovsky-Orlando (1877–1954)
- Ludwig Hevesi (1843–1910)
- Arnold Hiess (* 1989)
- Regina Hilber (* 1970)
- Ernst Hinterberger (1931–2012)
- Christian Ide Hintze (1953–2012)
- Karl Hirschbold (1908–1994)
- Paulus Hochgatterer (* 1961)
- Friedl Hofbauer (1924–2014)
- Max Höfler (* 1978)
- Hugo von Hofmannsthal (1874–1929)
- Franz Ignaz von Holbein (1779–1855)
- Stefanie Holzer (* 1961)
- Peter Horn (* 1964)
- Ödön von Horváth (Ungarn) (1901–1938)
- Alois Hotschnig (* 1959)
- Annie Hruschka (1867–1929)
- Saskia Hula (* 1966)
- Barbara Hundegger (* 1963)

### I
- Franz Innerhofer (1944–2002)
- Vintilă Ivănceanu (1940–2008)

### J
- Paul Jaeg (* 1949)
- Gerhard Jäger (1966–2018)
- Christoph Janacs (* 1955)
- Ernst Jandl (1925–2000)
- Hermann Jandl (1932–2017)
- Ottokar Janetschek (1884–1963)
- Peter Janisch (* 1942)
- Hans Janitschek (1934–2008)
- Gerald Jatzek (* 1956)
- Elfriede Jelinek (* 1946)
- Nils Jensen (* 1947)
- Else Jerusalem (1876–1943)
- Anna Maria Jokl (1911–2001)
- Gert Jonke (1946–2009)
- Marianne Jungmaier (* 1985)
- Andreas Jungwirth (* 1967)
- Katja Jungwirth (* 1961)
- Rainer Juriatti (* 1964)

### K
- Hans Kadich von Pferd (1864–1909)
- Barbara Kadletz (* 1981)
- Franz Kafka (1883–1924)
- Sonja Kaiblinger (* 1985)
- Eugenie Kain (1960–2010)
- Franz Kain (1922–1997)
- Günter Kaindlstorfer (* 1963)
- Günther Kaip (* 1960)
- Vea Kaiser (* 1988)
- Reinhard Kaiser-Mühlecker (* 1982)
- Fritz Kalmar (1911–2008)
- Walter Kappacher (* 1938)
- Oliver Karbus (* 1956)
- Peter Karoshi (* 1975)
- Michaela Kastel (* 1987)
- Leo Katz (1892–1954)
- Wolfgang Katzer (* 1950)
- Wolfgang Kauer (* 1957)
- Juliane Kay (1899–1968)
- Daniel Kehlmann (* 1975)
- Franz Keim (1840–1918)
- Ottokar Kernstock (1848–1928)
- Marie-Thérèse Kerschbaumer (* 1936)
- Ilse Kilic (* 1958)
- Egon Erwin Kisch (1885–1948)
- Harald Kislinger (* 1958)
- Elisabeth Klar (* 1986)
- Robert Kleindienst (* 1975)
- Robert Klement (* 1949)
- Roman Klementovic (* 1982)
- Gertraud Klemm (* 1971)
- Radek Knapp (* 1964)
- Edith Kneifl (* 1954)
- Hilda Knobloch (1880–1960)
- Peter Köck (1949–1989)
- Gabriele Kögl (* 1960)
- Michael Köhlmeier (* 1949)
- Alma Johanna Koenig (1887–1942)
- Gerhard Kofler (1949–2005)
- Werner Kofler (1947–2011)
- Leonhard Kohl von Kohlenegg (1834–1875)
- Walter Kohl (* 1953)
- Bohuslav Kokoschka (1892–1976)
- Katharina Köller (* 1984)
- Alfred Kolleritsch (1931–2020)
- Martin Kolozs (* 1978)
- Alfred Komarek (* 1945)
- Klara Köttner-Benigni (1928–2015)
- Hertha Kräftner (1928–1951)
- Johann Krainz, Hans v. Sann (1847–1907)
- Richard von Kralik (1852–1934)
- Konrad Kramar (* 1966)
- Theodor Kramer (1897–1958)
- Beatrix Kramlovsky (* 1954)
- Herbert Alois Kraus (1911–2008)
- Karl Kraus (1874–1936)
- Rudolf Kraus (* 1961)
- Monika Krautgartner (* 1961)
- Georg Kreisler (1922–2011)
- David Krems (* 1977)
- Ernst Krenek (1900–1991)
- Fritz Krenn (* 1958)
- Michael Krickl (1883–1949)
- Otfried Krzyzanowski (1886–1918)
- Susanna Kubelka (* 1942)
- Alfred Kubin (1877–1959)
- Wolfgang Kudrnofsky (1927–2010)
- Julius Kugy (1858–1944)
- Anton Kuh (1890–1941)
- Gabriel Kuhn (* 1972)
- Hubert Fabian Kulterer (1938–2009)
- Hermann Kuprian (1920–1989)
- Der von Kürenberg (mijl. secolul al XII-lea)
- Stefan Kutzenberger (* 1971)

### L
- Ludwig Laher (* 1955)
- Othmar Franz Lang (1921–2005)
- Eugen Guido Lammer (1863–1945)
- Angela Langer[1](1884–1916)
- Anton Langer (1824–1879)
- Ulrike Längle (* 1953)
- Alex Lauzon (* 1957)
- Christine Lavant (1915–1973)
- Anna Loyelle (Andrea Kammerlander) (* 1972)
- Maria Lazar (1895–1948)
- Elke Laznia (* 1974)
- Auguste Lechner (1905–2000)
- Hans Lebert (1919–1993)
- Angela Lehner (* 1987)
- Marie Luise Lehner (* 1995)
- Nikolaus Lenau (1802–1850)
- Hans Leifhelm (1891–1947)
- Egon Christian Leitner (* 1961)
- Alexander Lernet-Holenia (1897–1976)
- Robert Leukauf (1902–1976)
- Heinrich von Levitschnigg (1810–1862)
- Erica Lillegg (1907–1988)
- Maurus Lindemayr (1723–1783)
- Walter Lindenbaum (1907–1945)
- Wolfgang Linder (* 1961)
- Cvetka Lipuš (* 1966)
- Florjan Lipuš, auch als Boro Kostanek (* 1937)
- Norbert Loacker (* 1939)
- Mira Lobe (1913–1995)
- Hans Lohberger (1920–1979)
- Gerhard Loibelsberger (* 1957)
- Gabriel Loidolt (* 1953)
- Paul Löwinger junior (1949–2009)
- Paula Ludwig (1900–1974)

### M
- Dorothea Macheiner (* 1943)
- Matthias Macher (1793–1876)
- Nicolas Mahler (* 1969)
- Christian Mähr (* 1952)
- Gösta Maier (1926–2012)
- Till Mairhofer (* 1958)
- Hans Dieter Mairinger (* 1943)
- Beate Maly (* 1970)
- Friederike Manner (1904–1956)
- Ulrike Mara (* 1946)
- Peter Marginter (1934–2008)
- Mike Markart (* 1961)
- Heinz Markstein (1924–2008)
- Georg Markus (* 1951)
- Wilhelm von Marsano (1797–1871)
- Rosemarie Marschner (* 1944)
- Paul Martin (* 1958)
- Trude Marzik (1923–2016)
- Albert Massiczek (1916–2001)
- Manfred Maurer (1958–1998)
- Jörg Mauthe (1924–1986)
- Fritz Mauthner (1849–1923)
- Beate Maxian (* 1967)
- Doris Mayer (1958–2018)
- Elmar Mayer-Baldasseroni (* 1977)
- Lene Mayer-Skumanz (* 1939)
- Ilona Mayer-Zach (* 1963)
- Rosa Mayreder (1858–1938)
- Johann Mayrhofer (Dichter) (1787–1836)
- Friederike Mayröcker (1924–2021)
- Alfred Meißner (1821–1885)
- Eva Menasse (* 1970)
- Robert Menasse (* 1954)
- Inge Merkel (1922–2006)
- Verena Mermer (* 1984)
- Carl Merz (1906–1979)
- Janko Messner (1921–2011)
- Gustav Meyrink (1868–1932)
- Robert Michel (1876–1957)
- Milena Michiko Flašar (* 1980)
- Nora Miedler (1977–2018)
- Hanno Millesi (* 1966)
- Harold Ian Miltner (* 1970)
- Lydia Mischkulnig (* 1963)
- Anna Mitgutsch (* 1948)
- Erika Mitterer (1906–2001)
- Felix Mitterer (* 1948)
- Erika Molny (1932–1990)
- Soma Morgenstern (1890–1976)
- Wolfgang Mörth (* 1958)
- Doris Mühringer (1920–2009)
- Anton Müller, pseudonim Bruder Willram (1870–1939)
- Robert Müller (1887–1924)
- Marianne Müllner (1879–1950)
- Robert Musil (1880–1942)
- Wilhelm Muster (1916–1994)

### N
- Sabina Naber (* 1965)
- Franz Nabl (1883–1974)
- Neidhart von Reuental (secolul al XIII-lea)
- Johann Nestroy (1801–1862)
- Günter Neuwirth (* 1966)
- Helmuth A. Niederle (* 1949)
- Christine Nöstlinger (1936–2018)
- Ernst Nowak (* 1944)
- Michael Niavarani (* 1968)

### O
- Joseph Georg Oberkofler (1889–1962)
- Andreas Okopenko (1930–2010)
- Käthe Olshausen-Schönberger (1881–1968)
- Peter Orthofer (1940–2008)
- Klaus Oppitz (* 1971)
- Oswald von Wolkenstein (cca 1377–1445)

### P
- Tanja Paar (* 1970)
- Kurt Palm (* 1955)
- Reinhard Palm (1957–2014)
- Martina Parker
- Herbert Pauli (* 1952)
- Martin Peichl (* 1983)
- Monika Pelz (* 1944)
- Josef Friedrich Perkonig (1890–1959)
- Leo Perutz (1882–1957)
- Karin Peschka (* 1967)
- Peter Pessl (* 1963)
- Gabriele Petricek (* 1957)
- Dine Petrik (* 1942)
- Ida Pfeiffer (1797–1858)
- Norbert Pfretzschner (1850–1927)
- Hermes Phettberg, de fapt Josef Fenz (* 1952)
- Adolf Pichler (1819–1900)
- Anita Pichler (1948–1997)
- Georg Pichler (* 1959)
- Walter Pilar (1948–2018)
- Gerhard Pilgram (* 1955)
- Heide Pils (* 1939)
- Silvia Pistotnig (* 1977)
- Andreas P. Pittler (1964)
- Petra Piuk (* 1975)
- Rosa Pock (* 1949)
- Mechthild Podzeit-Lütjen (* 1955)
- Alfred Polgar (1873–1955)
- Martin Pollack (* 1944)
- Heinz Pototschnig (1923–1995)
- Ursula Poznanski (* 1968)
- Hans Prager (1887–1940)
- Egon A. Prantl (* 1947)
- J.H. Praßl (* 1979 und 1970)
- Gottfried Prehauser (1699–1769)
- Franz Preitler (* 1963)
- Ulrike Pribil (* 1962)
- Martin Prinz (* 1973)
- Robert Prosser (* 1983)
- Ingrid Puganigg (* 1947)

### Q
- Helmut Qualtinger (1928–1986)
- Sabrina Qunaj (* 1986)

### R
- Harald Raberger (* 1967)
- Julya Rabinowich (* 1970)
- Doron Rabinovici (* 1961)
- Gernot Ragger, pseudonim Karl Schöffmann (* 1959)
- Ferdinand Raimund (1790–1836)
- Hans Raimund (* 1945)
- Christoph Ransmayr (* 1954)
- Ingeborg Rauchberger (* 1957)
- Volker Raus (* 1946)
- Käthe Recheis (1928–2015)
- Elisabeth Reichart (* 1953)
- Eva Reichl (* 1970)
- Anton Renk (1871–1906)
- Gregor von Rezzori (1914–1998)
- Joseph Richter (1749–1813)
- Therese Rie (1878–1934)
- Gregor Riegler (* 1950)
- Katharina Riese (* 1946)
- Susanne Riha (* 1954)
- Rainer Maria Rilke (1875–1926)
- Helmut Rizy (* 1943)
- Ina Roberts (1904–1977)
- Alexander Roda Roda (1872–1945)
- Walther Rode (1876–1934)
- Kathrin Röggla (* 1971)
- Stephan Roiss (* 1983)
- Hermann Rollett (1819–1904)
- Peter Rosegger (1843–1918)
- Peter Rosei (* 1946)
- Gerhard Roth (1942–2022)
- Joseph Roth (1894–1939)
- Maria Veronika Rubatscher (1900–1987)
- Gerhard Rühm (* 1930)
- Gerhard Ruiss (* 1951)
- Manfred Rumpl (* 1960)

### S
- Ferdinand von Saar (1833–1906)
- Leopold von Sacher-Masoch (1836–1895)
- Friedrich Sacher (1899–1982)
- Walter Sachs (Autor) (1901–1985)
- Hamid Sadr (* 1946)
- Maria Anna Sagar (1727–1805)
- George Saiko (1892–1962)
- Felix Salten (1869–1945)
- Kurt Sandner (1910–nach 1935)
- Adele Sansone (* 1953)
- Moritz Gottlieb Saphir (1795–1858)
- Irina Sapira (* 1944)
- Theodor Sapper (1905–1982)
- Stefanie Sargnagel (* 1986)
- Ferdinand Sauter (1804–1854)
- Thomas Sautner (* 1970)
- Marlen Schachinger (* 1970)
- David Schalko (* 1973)
- Michael Scharang (* 1941)
- Richard von Schaukal (1874–1942)
- Michael Scheuermann (* 1964)
- Emanuel Schikaneder (1751–1812)
- Wolf von Schilgen (1917–2015)
- Gerd Schilddorfer (* 1953)
- Helmut Schinagl (1931–1998)
- Robert Schindel (* 1944)
- Evelyn Schlag (* 1952)
- Friedrich Schlögl (1821–1892)
- Ferdinand Schmatz (* 1953)
- Gerald Schmickl (* 1961)
- Georg Erich Schmid (* 1944)
- Eva Schmidt (* 1952)
- Günter Schmidauer (* 1955)
- Wendelin Schmidt-Dengler (1942–2008)
- Robert Schneider (* 1961)
- Arthur Schnitzler (1862–1931)
- Franz von Schober (1796–1882)
- Ernst Reinhard Schöggl (* 1948)
- Helmuth Schönauer (* 1953)
- Karl Schönherr (1867–1943)
- Sabine Scholl (* 1959)
- Susanne Scholl (* 1949)
- Nikolaus Scholz (* 1957)
- Margit Schreiner (* 1953)
- Franz Schuh (* 1947)
- Anton von Schullern zu Schrattenhofen (1832–1889)
- Heinrich von Schullern zu Schrattenhofen (1865–1955)
- Hermann Schürrer (1928–1986)
- Anton Schurz (1794–1859)
- Julian Schutting (* 1937)
- Julius Franz Schütz (1889–1961)
- Günther Schwab (1904–2006)
- Werner Schwab (1958–1994)
- Brigitte Schwaiger (1949–2010)
- Peter Schwaiger (* 1968)
- Josef Schweikhardt (* 1949)
- Rolf Schwendter (1939–2013)
- Rosemarie Philomena Sebek (* 1939)
- György Sebestyén (1930–1990)
- Erich Sedlak (1947–2018)
- Robert Seethaler (* 1966)
- Gudrun Seidenauer (* 1965)
- Johann Gabriel Seidl (1804–1875)
- Johann Chrysostomus Senn (1795–1857)
- Clemens J. Setz (* 1982)
- August Silberstein (1827–1900)
- Johannes Mario Simmel (1924–2009)
- Leo Slezak (1873–1946)
- Stefan Slupetzky (* 1962)
- Hans Werner Sokop (* 1942)
- Edith Sommer (* 1927)
- Corinna Soria (* 1962)
- Jura Soyfer (1912–1939)
- Otto Soyka (1881–1955)
- Lisa Spalt (* 1970)
- Hilde Spiel (1911–1990)
- Mela Spira (1893–1967)
- Karl Springenschmid (1897–1981)
- Valerie Springer (* 1958)
- Franz Spunda (1890–1963)
- Luis Stabauer (* 1950)
- Thomas Stangl (* 1966)
- Michael Stavarič (* 1972)
- Gerhild Steinbuch (* 1983)
- Heinrich Steinfest (* 1961)
- Brita Steinwendtner (* 1942)
- Franz Stelzhamer (1802–1874)
- Gerhard Stenzel (1914–2005)
- Carl Stephenson (1893–1954)
- Adalbert Stifter (1805–1868)
- Franz Stimpfl (1918–2003)
- Thomas Stipsits (* 1983)
- Dora von Stockert-Meynert (1870–1947)
- Ernst Stöhr (1860–1917)
- Josef Anton Stranitzky (1676–1726)
- Isabella Straub (* 1968)
- Marlene Streeruwitz (* 1950)
- Gustav Streicher (1873–1915)
- Ingrid Streicher (* 1943)
- Gerhard Streminger (* 1952)
- Bernhard Strobel (* 1982)
- Karl Hans Strobl (1877–1946)
- Sigrid Strohschneider-Laue (* 1961)
- Stanislav Struhar (* 1964)
- Bernhard Studlar (* 1972)
- Hanna Sukare (* 1957)
- Marianne Sula (* 1954)
- Hannes Sulzenbacher (* 1968)
- Bertha von Suttner (Kinsky) (Böhmen) (1843–1914)
- Gerald Szyszkowitz (* 1938)

### T
- Francisco Tanzer (1921–2003)
- Judith W. Taschler (* 1970)
- Louis Taufstein (1870–1942)
- Otto Taussig (1879–1925)
- Sissi Tax (* 1954)
- Folke Tegetthoff (* 1954)
- Christian Teissl (* 1979)
- Hans Tesch (* 1955)
- Walter Thorwartl (* 1947)
- Ilse Tielsch (1929–2023)
- Katharina Tiwald (* 1979)
- Claudia Toman, pseudonim Anna Koschka (* 1978)
- Friedrich Torberg (1908–1979)
- Kristine Tornquist (* 1965)
- Gerhard Tötschinger (1946–2016)
- Georg Trakl (1887–1914)
- Cornelia Travnicek (* 1987)
- Jutta Treiber (* 1949)
- Walther Tritsch (1892–1961)
- Peter Truschner (* 1967)
- Peter Turrini (* 1944)
- Johannes Twaroch (* 1942)

### V
- Ernst Vasovec (1917–1993)
- Elfriede Vavrik (* 1929)
- Heinz Vegh (* 1940)
- Hans-Peter Vertacnik (* 1956)
- Vladimir Vertlib (* 1966)
- Ernst Vlcek (1941–2008)
- Johann Nepomuk Vogl (1802–1866)
- Walter Vogl (* 1958)
- Peter Vujica (1937–2013)
- Hannes Vyoral (* 1953)

### W
- Herbert Wadsack (1912–2004)
- Karl Heinrich Waggerl (1897–1973)
- Christoph Wagner (1954–2010)
- Eberhard Wagner (* 1961)
- Heinrich Suso Waldeck (1873–1943)
- Richard Wall (* 1953)
- Walther von der Vogelweide (um 1170 – um 1230)
- Fred Wander (1917–2006)
- Maxie Wander (1933–1977)
- Leopold Wandl (1923–2009)
- Martin G. Wanko (* 1970)
- Peter Waterhouse (* 1956)
- Fritz Weber (1895–1972)
- Reinhard Wegerth (* 1950)
- Reinhard Wegerth (* 1950)
- Anna Weidenholzer (* 1984)
- Joseph Weidmann (1742–1810)
- Paul Weidmann (1744–1801)
- Margarete Weinhandl (1880–1975)
- Josef Weinheber (1892–1945)
- Otto Weininger (1880–1903)
- Günter Wels (* 1963 - pseudonim von Günter Kaindlstorfer)
- Renate Welsh (* 1937)
- Adalbert Welte (1902–1969)
- Franz Werfel (1890–1945)
- Christine Werner (* 1954)
- Rudolf Weys (1898–1978)
- Fanny Wibmer-Pedit (1890–1967)
- Josef Wichner (1852–1923)
- Fritz Widhalm (* 1956)
- Ines Widmann (1904–2002)
- Oswald Wiener (1935–2021)
- Manfred Wieninger (1963–2021)
- Anton Wildgans (1881–1932)
- Josef Winkler (* 1953)
- Jennifer B. Wind (* 1973)
- Walter Wippersberg (1945–2016)
- Daniel Wisser (* 1971)
- Lisa Witasek (* 1956)
- Ludwig Wittgenstein (1889–1951)
- Helmut Wittmann (* 1959)
- Magda Woitzuck (* 1983)
- Gernot Wolfgruber (* 1944)
- Andrea Wolfmayr (* 1953)
- Martha Wölger (1920–1992)
- Roger Wortmann (* 1968)
- Ernst Wurm (1906–1971)
- Irmgard Wurmbrand[2] (1906–1988)

### Z
- Christoph Zanon (1951–1997)
- Friedrich Zauner (1936–2022)
- Hansjörg Zauner (1959–2017)
- Dorothea Zeemann (1909–1993)
- Traude Zehentner (* 1950)
- Helmut Zenker (1949–2003)
- Michael Ziegelwagner (* 1983)
- O. P. Zier (* 1954)
- Paul Zifferer (1879–1929)
- Peter Zimmermann (* 1961)
- Walter Zitzenbacher (1928–1996)
- Werner Zofal (*1941)
- Birgit Zotz (* 1979)
- Volker Zotz (* 1956)
- Berta Zuckerkandl-Szeps (1864–1945)
- Stefan Zweig (1881–1942)

## Vezi și
- Listă de dramaturgi austrieci